# Бабенко Микола Андрійович
Мико́ла Андрі́йович Бабе́нко (8 січня 1942, Бориспіль Київської області — 11 серпня 2005, Київ) — радянський і український актор театру, кіно та дубляжу. Народний артист України (1998).

## Біографія
Народився 8 січня 1942 року у Борисполі Київської області.
У 1962 році закінчив Київський державний інститут театрального мистецтва імені Івана Карпенка-Карого.
У 1968 році закінчив Московський інститут театрального мистецтва.
Працював у російських театрах (Рязанський державний обласний театр драми, Омський обласний драматичний театр).
З 1979 року — заслужений артист РРФСР.
У 1980—2005 роках актор Київського театру драми та комедії.
З 1998 року — Народний артист України.
Пішов з життя 11 серпня 2005 року у Києві. Похований у колумбарії Байкового кладовища.

## Ролі в театрі
- Бронников («П'ять романсів у старому домі» В. Арро)
- Саша («Вб'ємо мужчину?» Е. Радзинського)
- Шариков («Собаче серце» за М. Булгаковим)
- Сократ («Остання ніч» С. Цанева)
- Бені Альтер («Наречений з Єрусалима» Й. Бар-Йосифа)
- Мальволіо («Що завгодно, або Дванадцята ніч» В. Шекспіра)
- Павло («Олеся» М. Кропивницького)
- Роберт Олдхем («Білий джаз Кароліни Ешлі» С. Моема)

## Фільмографія
- «Марка країни Гонделупи» (1977)
- «Неспокійне літо» (1981)
- «Під свист куль» (1981)
- «Яблуко на долоні» (1981)
- «Ярослав Мудрий» (1981)
- «Кордон на замку» (1988)
- «Чорна долина» (1990)
- «Народний Малахій» (1991)
- «Із житія Остапа Вишні» (1991)
- «На початку було слово» (1992)
- «Київські прохачі» (1992)
- «Тарас Шевченко. Заповіт» (1992)
- «Сад Гетсиманський» (1993)
- «Записки Кирпатого Мефістофеля» (1994)
- «Тигролови» (1994)
- «День народження Буржуя» (1999)
- «Під дахами великого міста» (2002)
- «Право на захист» (2002)
- «Леді Мер» (2003)
- «Небо в горошок» (2004)
- «Дванадцять стільців» (2004)
- «Світло у вікні напроти» (2004)
- «Моя прекрасна сім'я» (2005)
- «За все тобі дякую» (2005)
- «Золоті хлопці» (2005)
- «Непрямі докази» (2005)
- «Міф про ідеального чоловіка» (2005)
- «Новий російський романс» (2005)
- «Підступи любові» (2005)

## Дублювання

### Українською мовою
- Літаючий будинок — (дубляж телекомпанії «НСТУ»)
- Різдвяний скарб Михея — (дубляж телекомпанії «НСТУ»)
- Життя видатних осіб — (дубляж телекомпанії «НСТУ»)
- Ти особливий — (дубляж ТРК «Еммануїл»)
- Пісня ангела — (дубляж)

### Російською мовою
- Ти особливий — (російський дубляж ТРК «Еммануїл»)
- Пісня ангела — (російський дубляж)